# Hypobletus semirufus
Hypobletus semirufus är en skalbaggsart som först beskrevs av Lewis 1891.  Hypobletus semirufus ingår i släktet Hypobletus och familjen stumpbaggar. Inga underarter finns listade i Catalogue of Life.